# Krankenhausstrukturfonds-Verordnung
Die Verordnung zur Verwaltung des Strukturfonds im Krankenhausbereich (kurz Krankenhausstrukturfonds-Verordnung – KHSFV) ist eine Rechtsverordnung des Bundesgesundheitsministeriums von 2015, die aufgrund der Ermächtigung in § 12 Abs. 3 des Krankenhausfinanzierungsgesetzes (KHG) das Nähere über die Verwendung der Mittel aus dem  Krankenhausstrukturfonds bestimmt.
Die Verordnung legt die Kriterien fest, die ein Vorhaben erfüllen muss, damit es mit Mitteln des Strukturfonds gefördert werden kann. Darüber hinaus wird in der Verordnung das Verfahren der Vergabe der Fördermittel geregelt. Hierzu gehören auch die Regelungen, welche Unterlagen die Länder zum Nachweis der Förderungsvoraussetzungen vorzulegen haben. Schließlich werden die Voraussetzungen und das Verfahren der Rückforderung von Fördermitteln geregelt.
Anträge für Fördermittel aus dem Krankenhausstrukturfonds können beim Bundesamt für Soziale Sicherung gestellt werden. Die Mittel stammen aus der Liquiditätsreserve des Gesundheitsfonds.